# محمد نجیب الربیعی
محمد نجیب الربیعی (به عربی: محمد نجيب الربيعي) سیاستمدار اهل عراق و نخستین رئیس‌جمهور این کشور از ۱۴ ژوئیه ۱۹۵۸ تا ۸ فوریه ۱۹۶۳ بود.

## جستارهای ویژه
- کودتای ضدسلطنتی عراق